# Голубая мечеть (Ереван)
Голубая мечеть (арм. Կապույտ մզկիթ / Kapuyt mzkitʿ, перс. مسجد کبود‎ / Masjide kabud, азерб. گوی مسجد, Göy məscid) — соборная мечеть Еревана, современный адрес — проспект Месропа Маштоца, д. 12. Построена в 1765—1766 годах.
Весь комплекс занимает площадь в 7000 квадратных метров, он включает в себя внутренний двор размером 71×47 метров, ритуальную постройку, купол и минарет, выложенные декоративными фаянсовыми плитками, украшенными майоликой. Минарет в юго-восточной части мечети высотой 24 м — единственный сохранившийся из четырёх первоначально существовавших минаретов мечети (высотой в 25 метров), три были снесены после 1945 года. Имеется 28 павильонов, библиотека в северной части, основной зал и купол в южной части, и внутренний двор.

## История
Мечеть была построена в 1766 году местным ханом Эриванского ханства, Гусейн Али-хан Каджаром.
В начале XX века была одной из семи функционирующих мечетей в Эривани.
В советские годы была сохранена при реконструкции города, однако превращена, сначала, в 1931 году, в Музей города Еревана, затем в планетарий, в настоящее время является одним из культурных центров иранской общины Армении. Её восстановление в 1996—1999 гг. профинансировал Иран.

## Фотогалерея

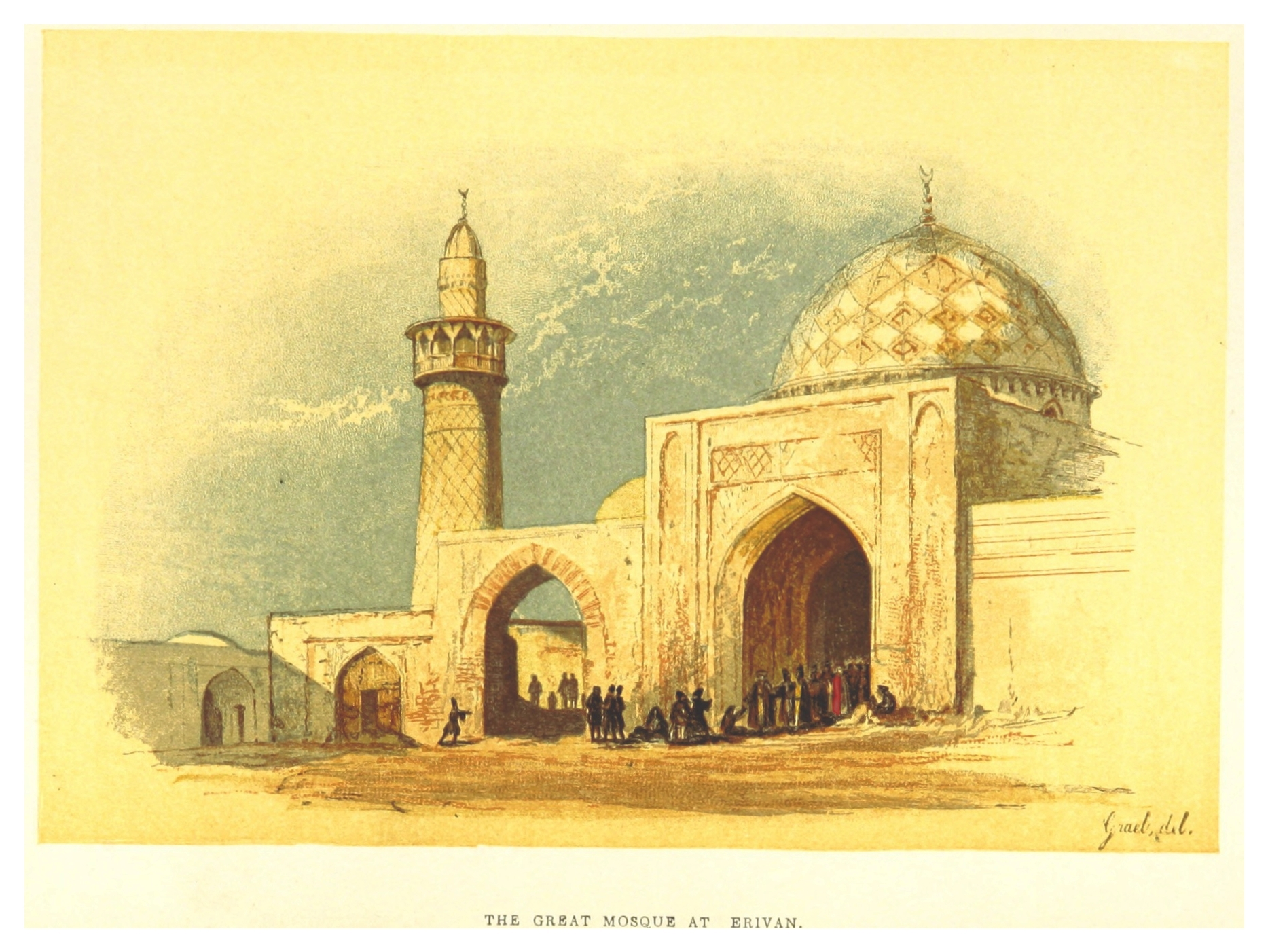
Изображение мечети в 1854 году
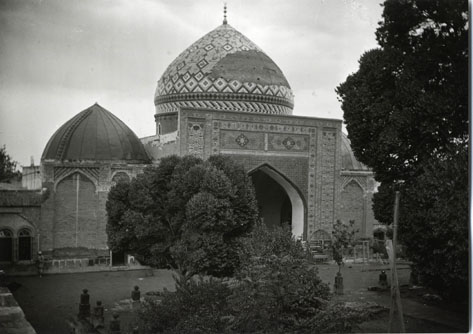
Голубая мечеть в 1897 году
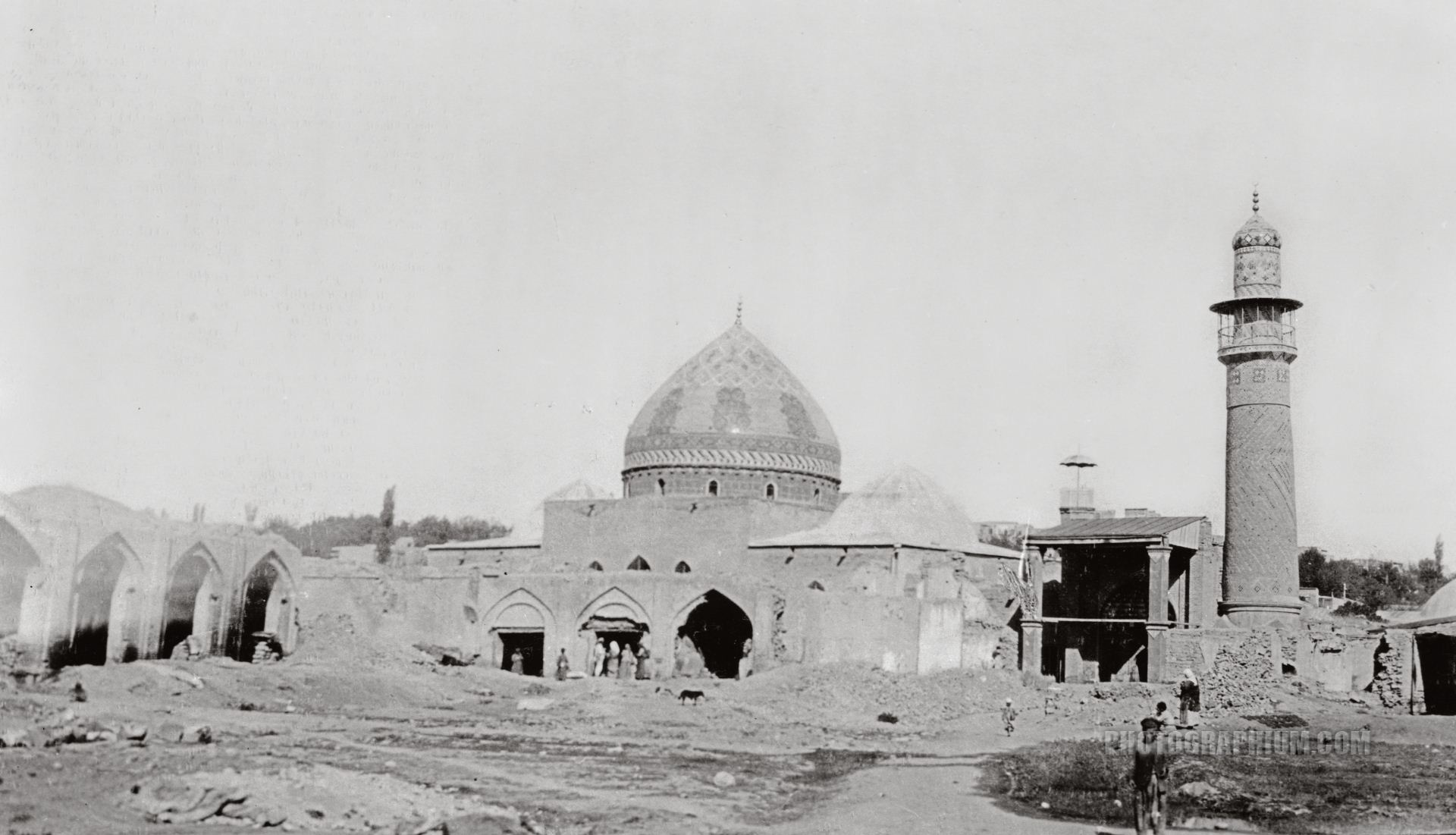
Голубая мечеть в 1917-18 годах
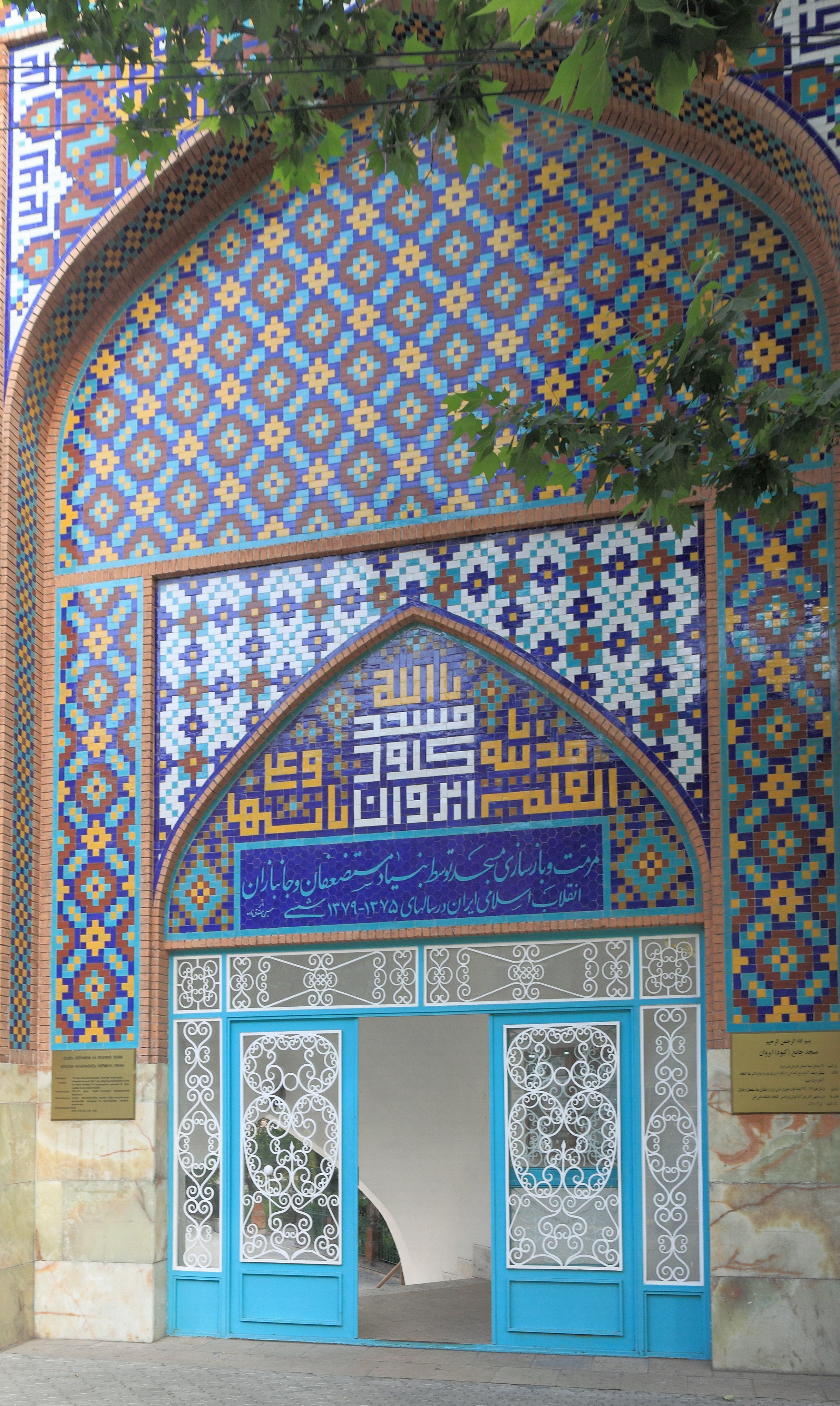
Вход с улицы
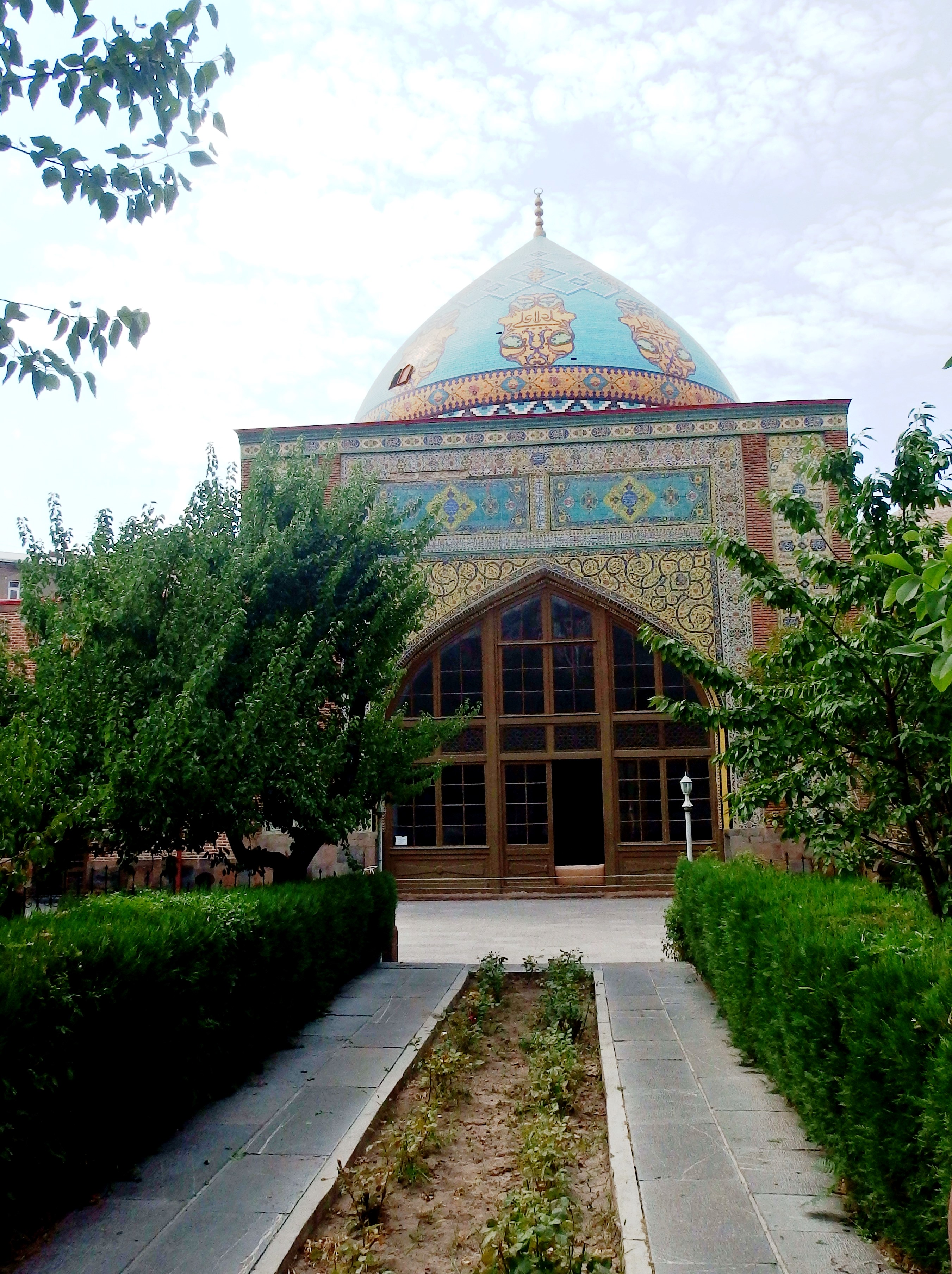
Внутренний двор
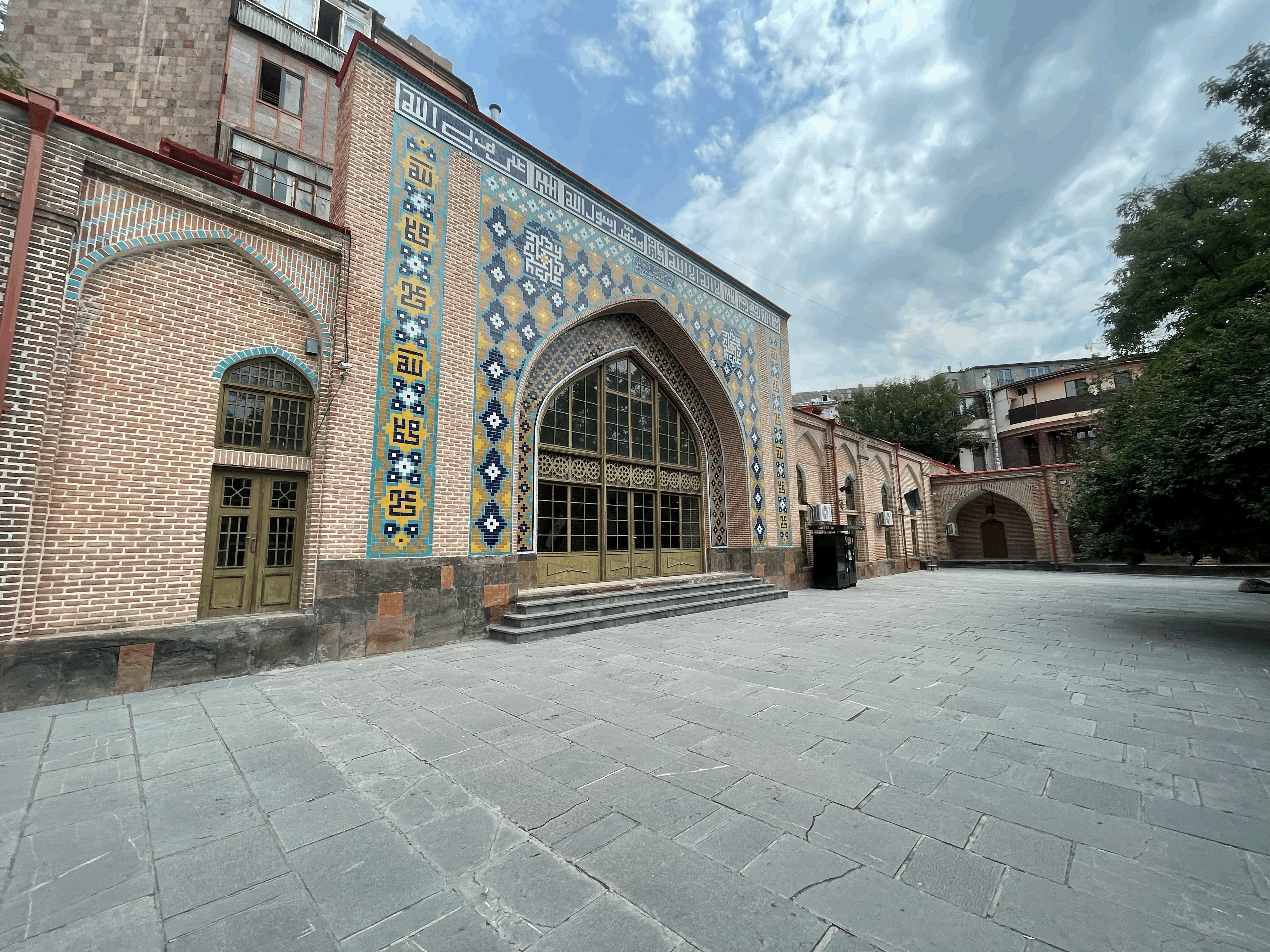
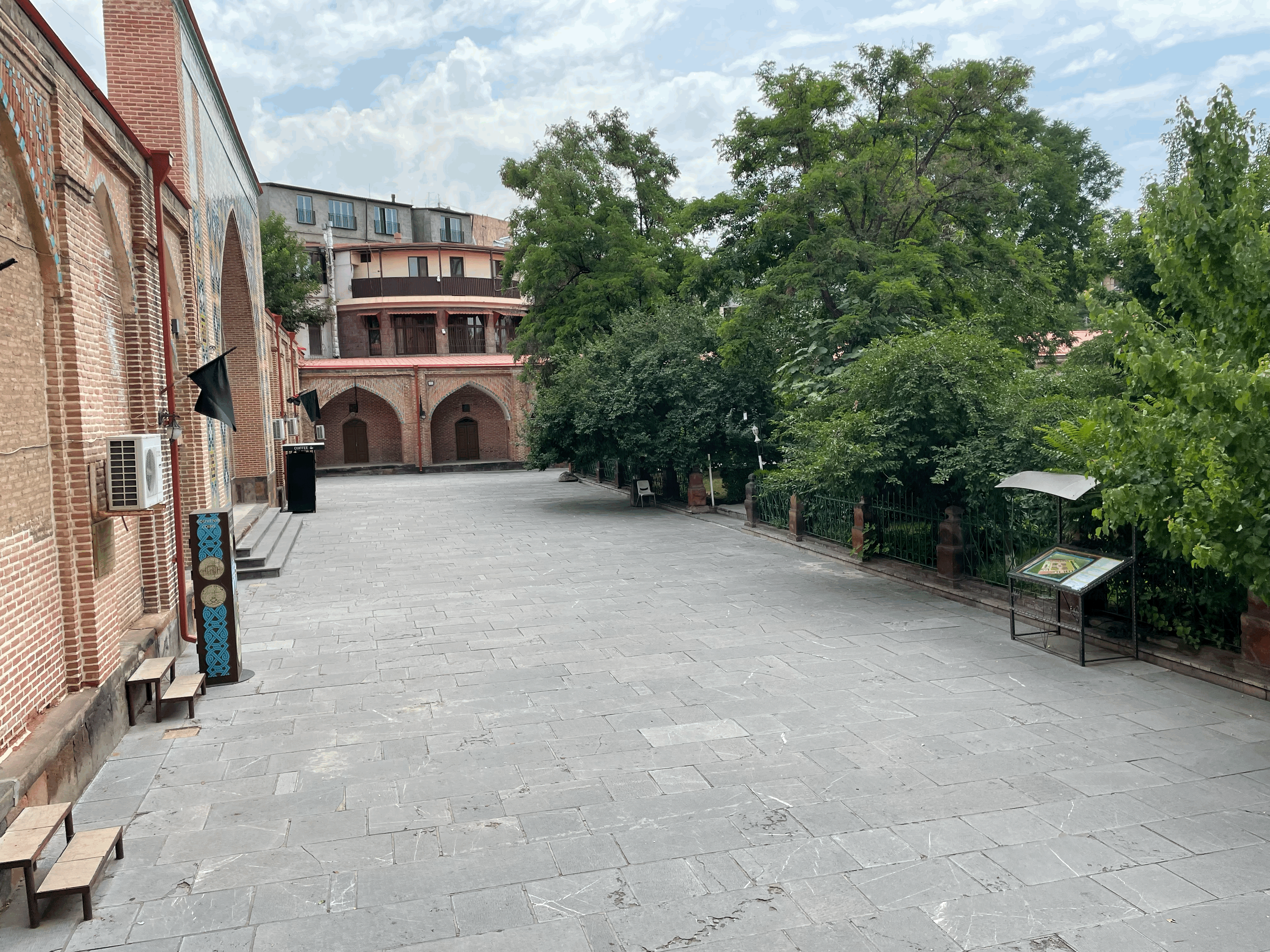
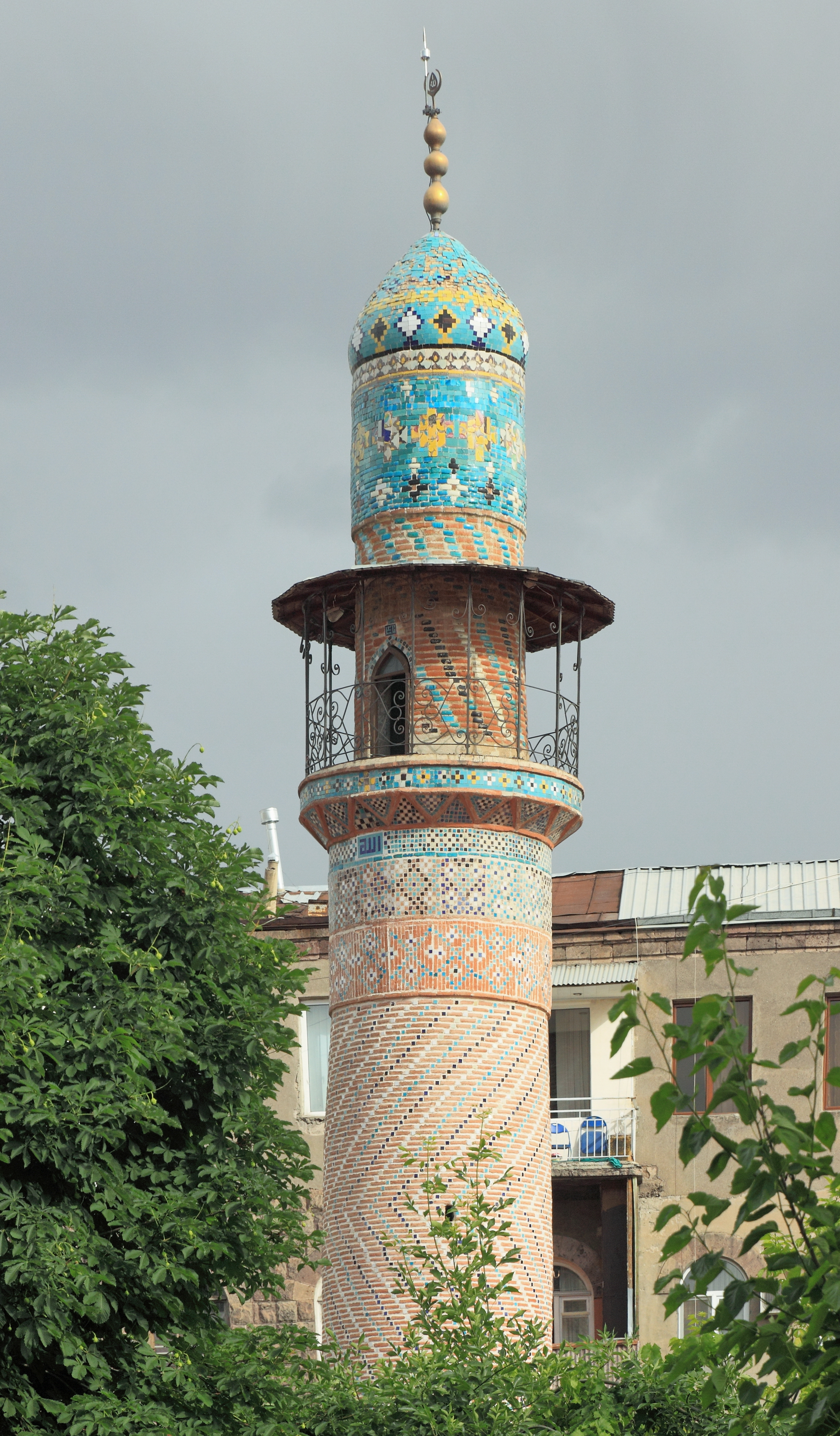
Минарет
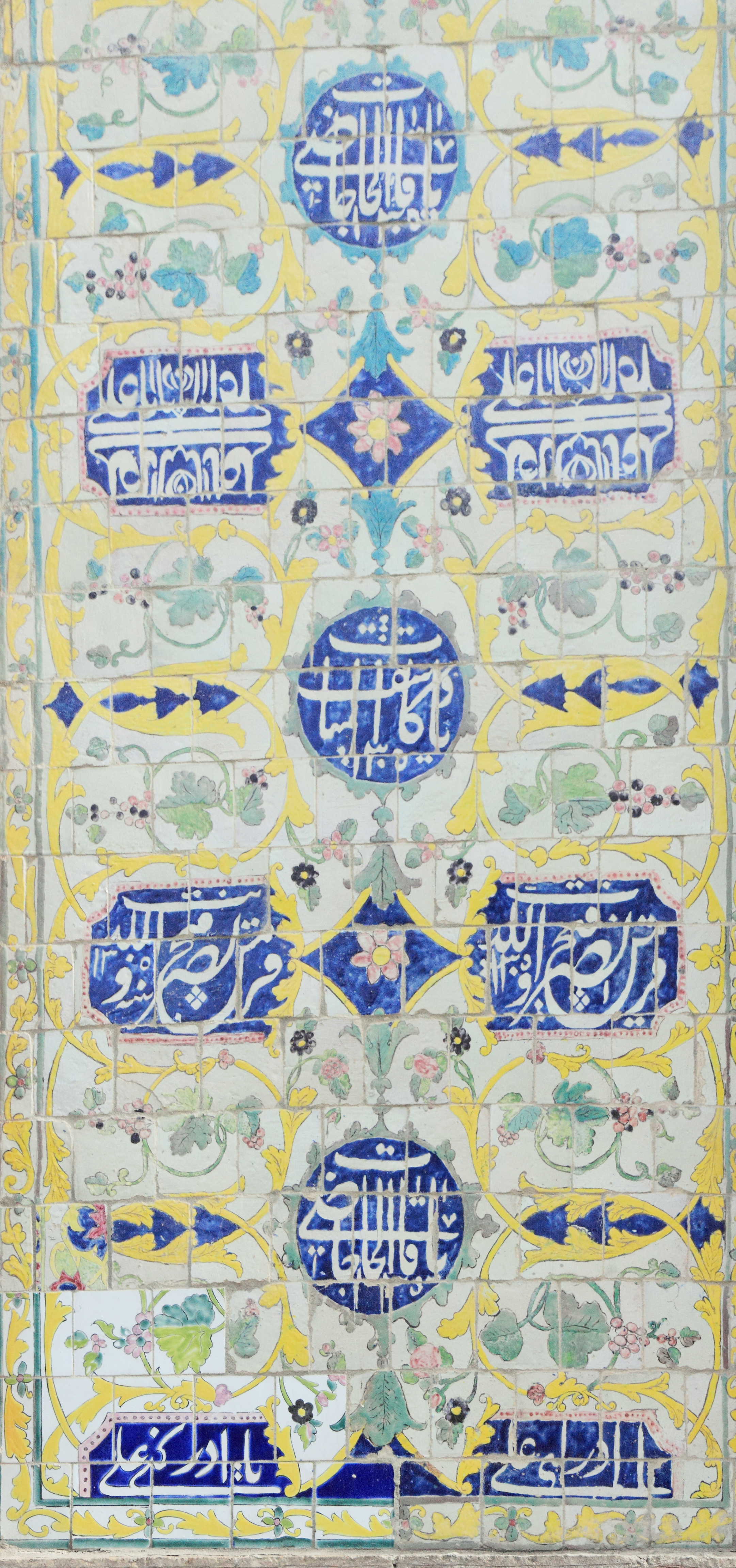
Украшенные плитки
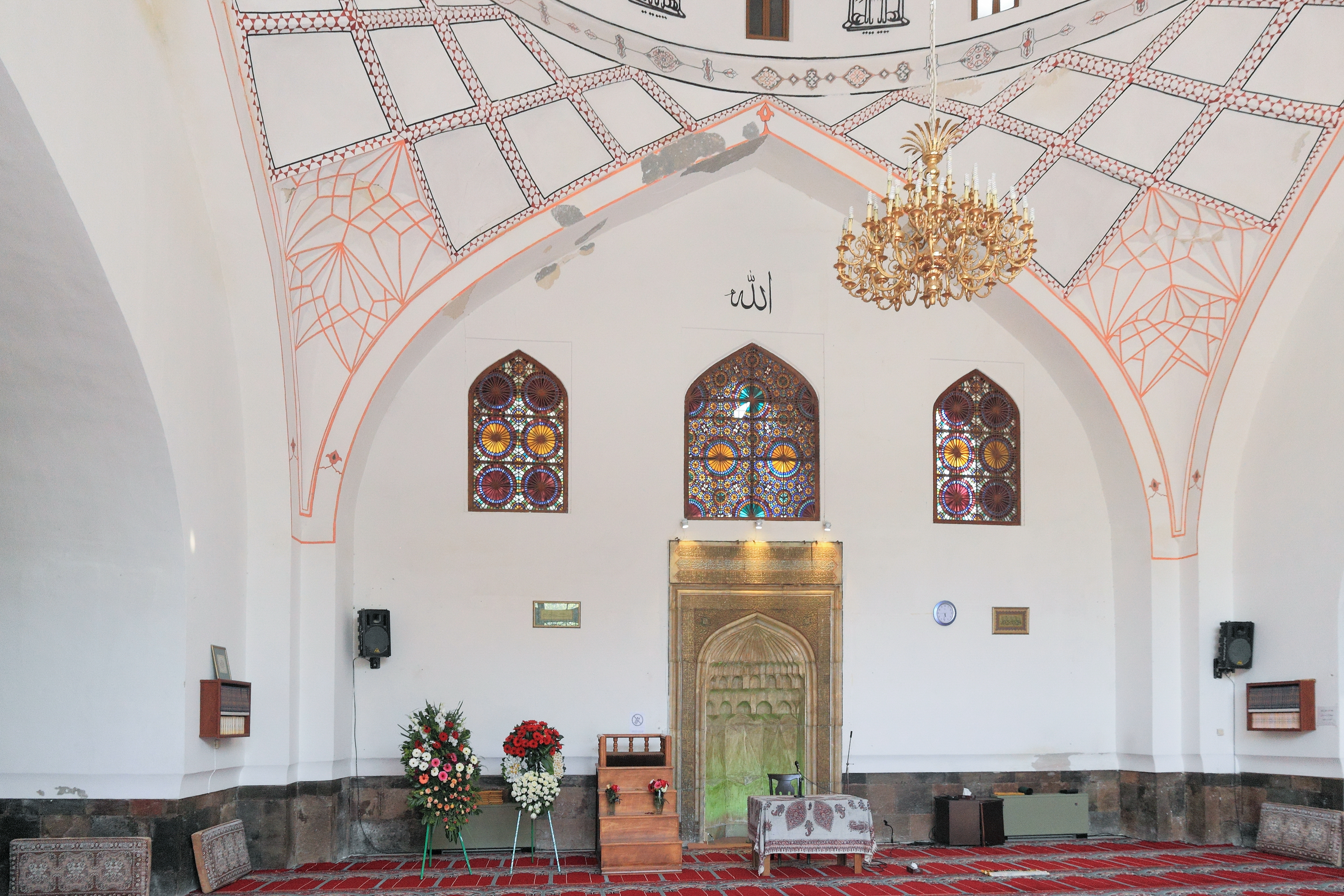
Интерьер голубой мечети
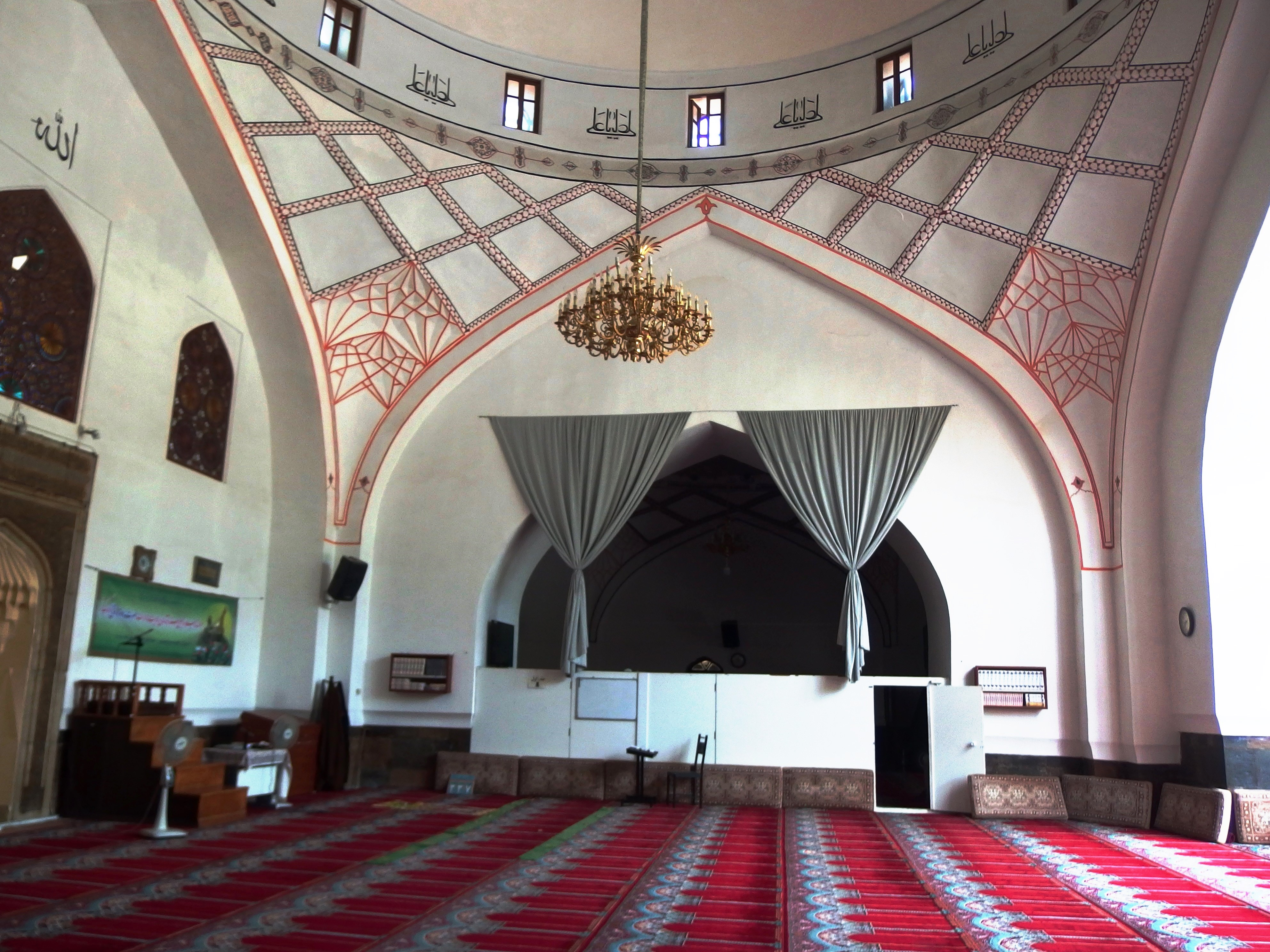
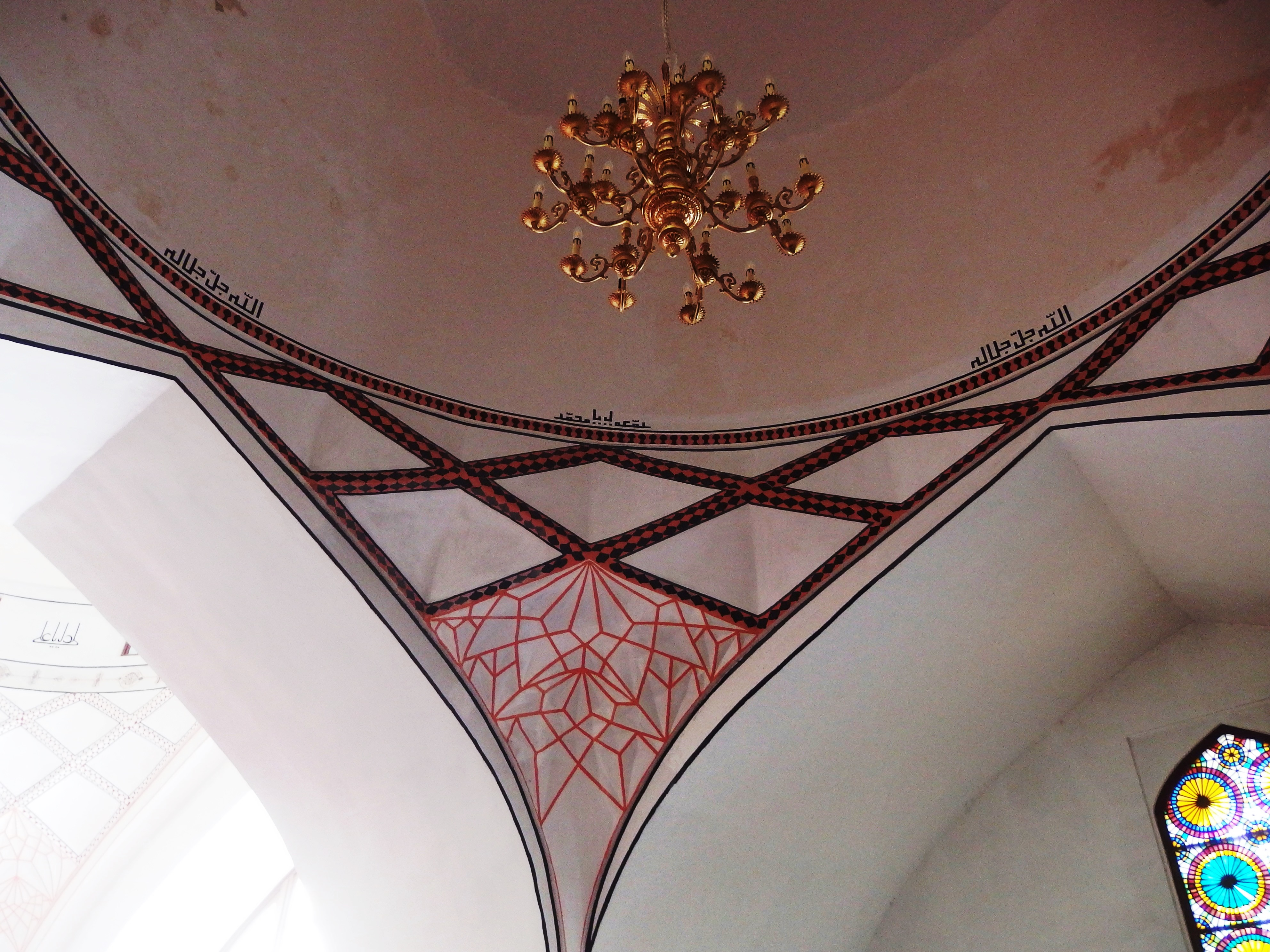
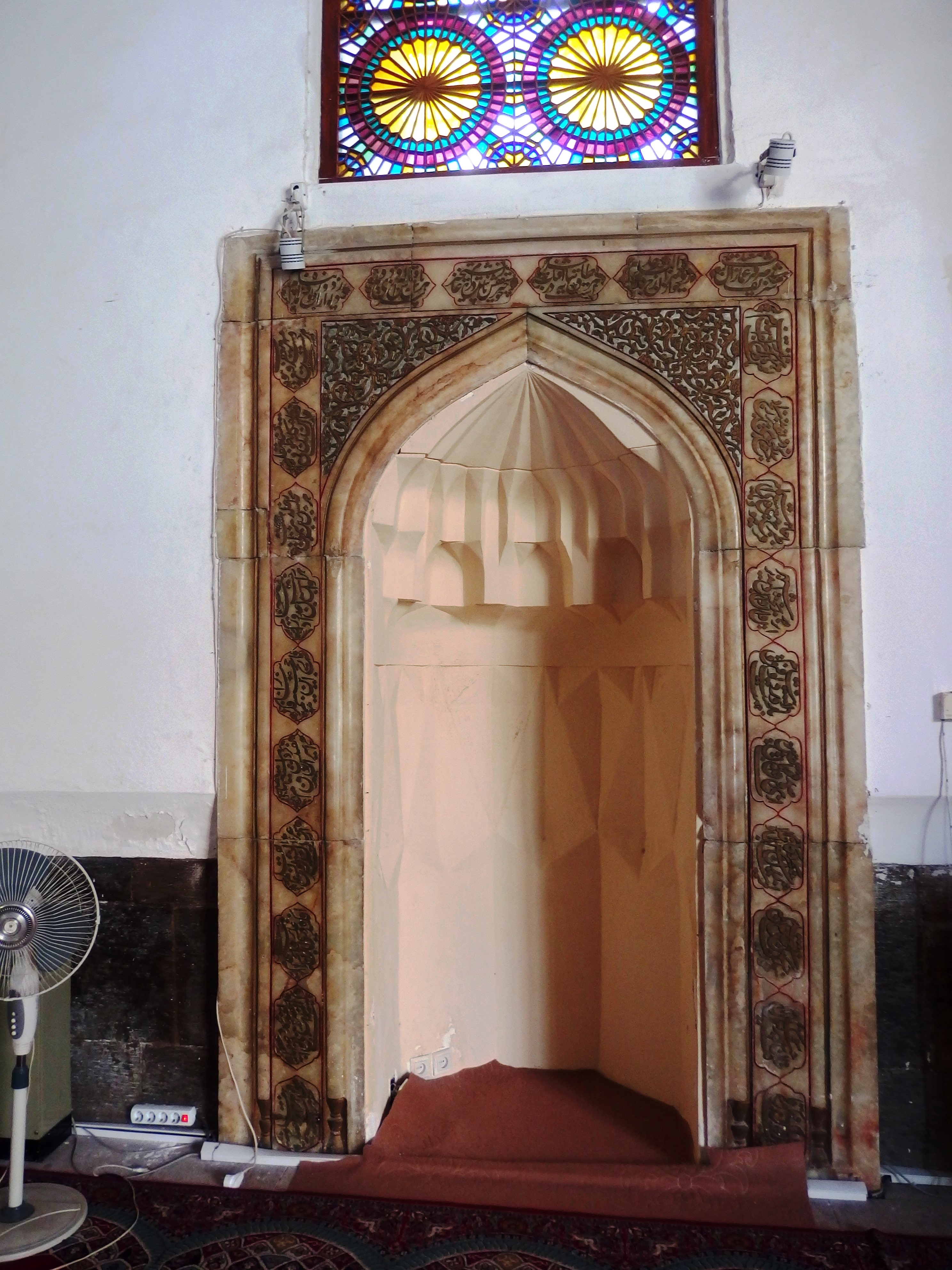
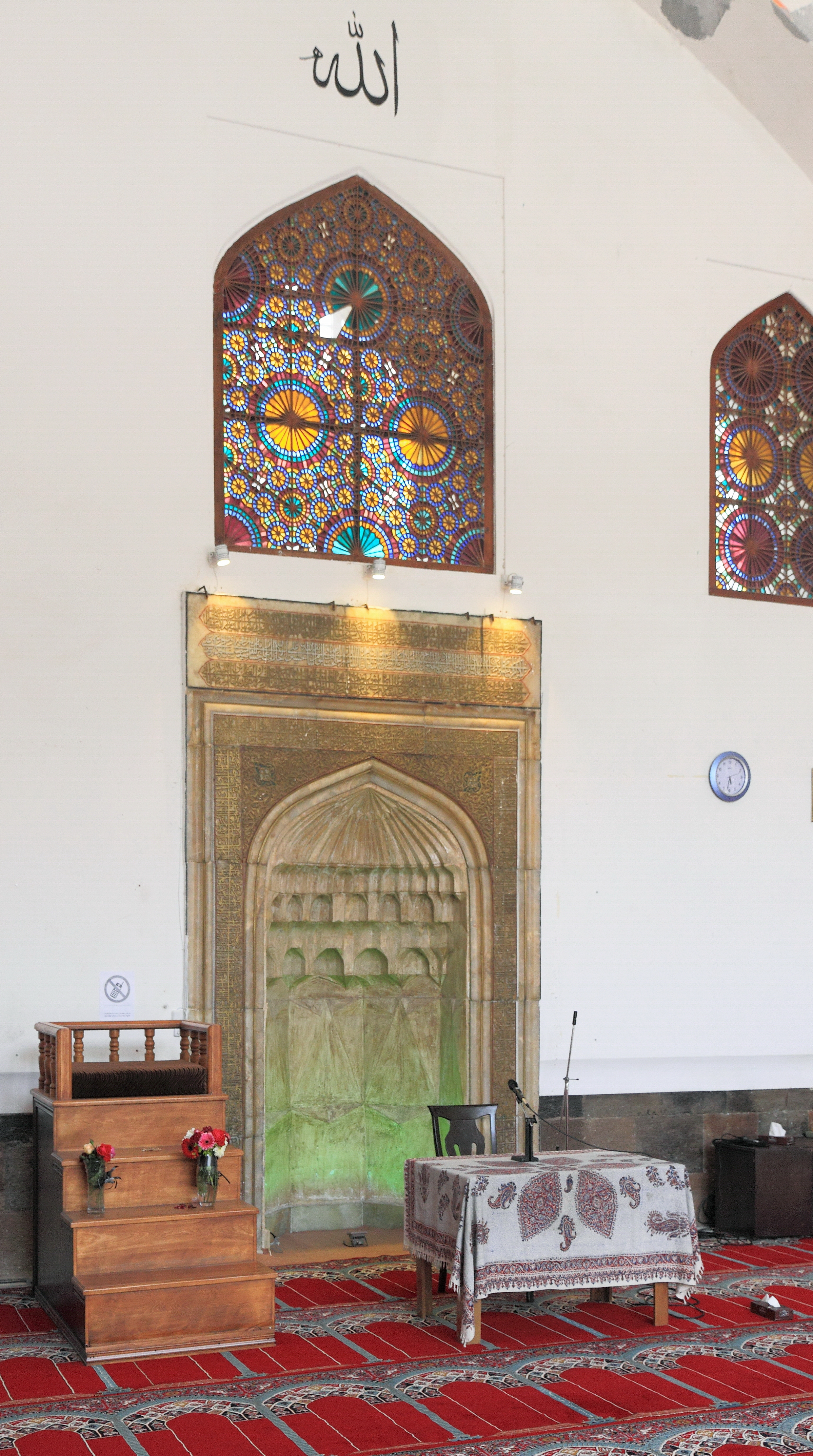
Михраб